# El Modelo México
El Modelo Mexico è un concorso di bellezza maschile che si tiene annualmente in Messico. È stato organizzato per la prima volta nel 1996, dopo che la nazione era stata invitata a partecipare al concorso nazionale Mister Mondo, in occasione del quale il messicano Gabriel Soto si classificò al secondo posto. El Modelo Mexico è gestito da Lupita Jones e dall'organizzazione di Nuestra Belleza México.

## Albo d'oro
| Anno | Vincitore                  | Stato                        | Piazzamento     |
| ---- | -------------------------- | ---------------------------- | --------------- |
| 2010 | Álvaro Álvarez Sepúlveda   | Distretto Federale Messicano | Top 15          |
| 2007 | Jorge Aceves Villalpando   | Jalisco                      |                 |
| 2003 | José Luis Reséndez Santos  | Nuevo León                   | 4º classificato |
| 2000 | Guido Quiles               | Distretto Federale Messicano | Top 10          |
| 1999 | Ernesto Valenzuela Chaires | Jalisco                      | ↑               |
| 1998 | Eduardo Rodríguez Álvarez  | San Luis Potosí              |                 |
| 1996 | Gabriel Soto Borja-Díaz    | Distretto Federale Messicano | 2º classificato |

↑  Mister Mondo fu posticipato quell'anno.